# تهران تابو
تهران تابو یک فیلم پویانمایی فارسی‌زبان، به کارگردانی علی سوزنده محصول سال ۲۰۱۷ است. این فیلم که محصول مشترک آلمان و اتریش است در بخش هفته منتقدان هفتادمین جشنواره فیلم کن به نمایش درآمد.

## داستان
این فیلم به‌طور موازی زندگی چند نفر که در تهران زندگی می‌کنند به نمایش درمی‌آورد و نشان می‌دهد که همه آنها در رابطه با مسایل جنسی دچار بحران‌هایی در جامعه هستند. پری (المیرا رفیع‌زاده) برای تأمین هزینه زندگی خود و فرزند پنج ساله‌اش که نمی‌تواند صحبت کند، به تن‌فروشی روی آورده‌است. بابک (آرش مرندی) یک دانشجوی موسیقی‌ست که دوست دخترش، دنیا (نگار ناصری) او را تحت فشار قرار داده که هزینه جراحی ترمیم بکارتش را تأمین کند. سارا (زهرا امیر ابراهیمی) هم در این میان به عنوان یک زن خانه‌دار سعی می‌کند همان‌طور که از او انتظار می‌رود تصویر یک زن مطیع را که در همه حال از شوهرش تمکین می‌کند بازتولید کند.

## بازتاب
برخی از رسانه‌های پارسی زبان در اروپا و آمریکا این فیلم را «تابوشکن» توصیف کرده‌اند و برخی دیگر آنرا اسیر کلیشه‌های موجود دربارهٔ جامعه ایران.

## بازیگران
- المیرا رفیع‌زاده در نقش پری
- آرش مرندی در نقش بابک
- مرتضی توکلی در نقش امیر
- زهرا امیر ابراهیمی در نقش سارا
- علیرضا بایرام در نقش محسن
- شییر اِلوگلو در نقش مادر شوهر سارا
- رخسانا رهنما در نقش دستیار پزشک